# Moses (песня)
«Moses» (в переводе с англ. — «Моисей») — песня британской группы Coldplay из их первого концертного альбома Live 2003, была выпущена в США в качестве промосингла 6 октября 2003 года.

## О песне
Песня была написана всеми участниками группы о Гвинет Пэлтроу — на тот момент будущей жене фронтмена группы Криса Мартина. По словам Мартина, эта песня «о влюбленности в самую прекрасную женщину в мире». Впоследствии, имя Moses получил второй ребёнок Мартина и Пэлтроу — сын Мозес Брюс Энтони Мартин.
Версия песни, представленная на американских промоCD имеет иную продолжительность, нежели альбомная.

## Список композиций
| №  | Название       | Автор(ы)                                                | Продюсер              | Длительность |
| -- | -------------- | ------------------------------------------------------- | --------------------- | ------------ |
| 1. | «Moses» (Edit) | Гай Берримен, Джонни Баклэнд, Уилл Чемпион, Крис Мартин | Coldplay, Кен Нельсон | 4:50         |

## Участники записи
- Крис Мартин - вокал, ритм-гитара
- Гай Берримен - бас-гитара
- Джонни Баклэнд - соло-гитара
- Уилл Чемпион - ударные

## Чарты
| Чарт (2003)                         | Позиция |
| ----------------------------------- | ------- |
| США (Billboard Alternative Airplay) | 24      |
| США (Billboard Adult Pop Airplay)   | 38      |

## Хронология выхода
| Страна | Дата           | Формат   | Лейбл      | Примечание |
| ------ | -------------- | -------- | ---------- | ---------- |
| США    | 6 октября 2003 | Радио    | Parlophone |            |
| США    | 2003           | CD-R, CD | Capitol    | промо      |